# Il paese senza cielo
Il paese senza cielo è un romanzo di fantascienza del 1939 di Giorgio Scerbanenco.
Fu pubblicato per la prima volta a puntate sul settimanale di storie e fumetti L'Audace nel 1939, commissionata appositamente per la rivista da Cesare Zavattini e Federico Pedrocchi e illustrato con disegni di Beppe Ingegnoli e Giovanni Scolari. È stato ripubblicato nel 2003.
Il romanzo, ambientato sessant'anni nel futuro, rientra tra le opere della fantascienza italiana tra le due guerre.